# Forelle-Klasse
Die Forelle-Klasse war eine Klasse von Leichten Torpedoschnellbooten (LTS) der Volksmarine der DDR, die noch vor der offiziellen Gründung der Volksmarine am 1. März 1956 gebaut und in Dienst gestellt wurde.

## Entwicklungsgeschichte
Die Forelle-Klasse war die einzige Klein-Schnellboot-Klasse der Nachkriegsgeschichte in Europa, die schon im Planungsstadium mit einem offensiven Charakter ausgelegt wurde. Die ersten Konzepte entstanden im Jahr 1952, und 1953 produzierten die Schiffsbauwerften Schiffswerk Roßlau und Peene-Werft in Wolgast drei Prototypen. Die Primärbewaffnung bestand aus drei Torpedos. Die Abschussrahmen befanden sich im Heckbereich des Bootes in eigens dafür konstruierten Laufschienen.
Nach der Fertigstellung des ersten Prototyps, der die Bezeichnung 0 erhielt, folgten 1955 ausgiebige Seeerprobungen im Greifswalder Bodden, die aufgrund von Motorproblemen bescheiden verliefen. Es war nicht gelungen, zwei in der ČSSR erworbene unvollständige Dieselmotoren des Typs MB 511 von Mercedes-Benz mit in der DDR gefertigten Bauteilen zu vervollständigen. Das Boot 0 wurde daraufhin außer Dienst gestellt. Die beiden anderen Boote M 5 und M 6 erhielten sowjetische Motoren. Auch deren Seeerprobung brachte jedoch nicht den erhofften Erfolg hinsichtlich See- und Einsatztauglichkeit, so dass beide Boote der Grenzbrigade Küste (6. Grenzbrigade) übergeben wurden. Dort dienten sie mit ihren neuen Bezeichnungen G-01 und G-02 als Wachboote. Ihre Torpedobewaffnung wurde ausgebaut und durch ein 25-mm-Geschütz und zwei 12,7-mm-Maschinengewehre ersetzt. Der Verbleib der beiden Boote ist unbekannt.